# Дон Жуан, или Каменный пир
«Дон Жуа́н, или Ка́менный пир» (также в русских переводах часто встречается название «Дон Жуан, или Каменный гость») — комедия в пяти актах Мольера, написанная в 1665 году. Впервые представлена 15 февраля 1665 г. в театре Пале-Рояль.

## История создания
После запрета в 1664 г. пьесы «Тартюф» Мольер бросает новый вызов обществу и духовенству. Он берёт популярный во Франции сюжет о севильском распутнике Дон Жуане и создаёт на его основе дерзкую, по своему времени, комедию нравов.
Премьера состоялась 15 февраля 1665 г. в парижском театре Пале-Рояль, однако после пятнадцати представлений Мольер снял пьесу с репертуара, опасаясь нового скандала. При жизни Мольера комедия больше не исполнялась на сцене и не публиковалась (первая публикация с цензурными изъятиями датируется 1682 г.). Уже после прекращения спектаклей в Париже был издан пасквиль г-на де Рошмона Соображения относительно одной комедии Мольера под заглавием «Каменный пир», где автор обвинял Мольера в безбожии и идентифицировал его с заглавным персонажем комедии.
В 1677 г. по инициативе вдовы Мольера, актрисы Арманды Бежар, комедия была сыграна в стихотворном переложении Тома Корнеля. Эта редакция бытовала на сцене до 1847 г., когда оригинальный мольеровский текст был возвращён на подмостки в парижском театре «Комеди Франсез».
В России комедию впервые поставил Александринский театр в Санкт-Петербурге 5 мая 1816 г. (Дон Жуан — г-н Сосницкий, Эльвира — г-жа Валберхова). Первый перевод комедии под названием «Дон Жуан, или Каменный гость» был выполнен И. Вальберхом в 1816 г.

## Действующие лица
- Дон Жуан, сын дона Луиса
- Эльвира, жена Дон Жуана
- Дон Карлос и Дон Алонзо, братья Эльвиры
- Дон Луис, отец Дон Жуана
- Франциск, нищий
- Шарлота и Матюрина, крестьянки
- Пьеро, крестьянин
- Статуя командора
- Гусман, конюший Эльвиры
- Сганарель, Лавиолет и Раготэн, слуги Дон Жуана
- Диманш, купец
- Ларамэ, бродяга
- Призрак

## Сюжет

### Акт первый
Сганарель в разговоре с конюшим Эльвиры Гусманом ругает Дон Жуана, говоря, что он -

величайший нечестивец, какого только носила когда-нибудь земля, головорез, собака, дьявол, турок, еретик, не верящий ни в загробную жизнь, ни в святых, ни в Бога, ни в чёрта, ведущий самое что ни на есть скотское существование, боров Эпикура, настоящий сластолюбец, затыкающий уши на все христианские увещания и считающий чепухой всё, во что мы верим…
(здесь и далее — в переводе В. С. Лихачёва)

Появляется Дон Жуан. Он посвящает Сганареля в секреты своего непостоянства:

…все красавицы имеют право очаровывать нас: наше сердце принадлежит всем им по очереди, без исключения, как первой, так и последней <…> любовь к одной не заставит меня быть несправедливым к другим <…> я каждой воздаю должное, как велит природа…

Их прерывает внезапное появление Эльвиры. Она обвиняет Дон Жуана в предательстве и измене. Дон Жуан цинично отвечает ей. Эльвира предвещает ему кару Небес. Но Дон Жуан равнодушен к угрозам, — его занимает лишь новое любовное приключение.

### Акт второй
Пьеро хвастается перед своей невестой Шарлотой тем, что спас из моря двух тонущих людей, один из которых — знатный барин. Знатным барином оказывается Дон Жуан, и, едва увидев хорошенькую крестьянку, сразу предлагает ей стать его женой. Пьеро недоволен, но в ответ получает лишь пощёчины. Дон Жуан желает уединиться с Шарлотой, но встречает Матюрину, к которой тоже успел посвататься. Девушки устраивают ссору, но Дон Жуан успокаивает обеих, ведь каждая из них знает настоящую правду. Бродяга Ларамэ предупреждает Дон Жуана, что двенадцать всадников ищут его. Дон Жуан спасается бегством.

### Акт третий
Дон Жуан, переодетый крестьянином, и Сганарель, переодетый в платье доктора, идут через лес. Дон Жуан предлагает встречному нищему богохульствовать за монету и кусок хлеба. Нищий отказывается, предпочитая голодную смерть. Вдали Дон Жуан замечает разбойников, напавших на дворянина. Он спешит на помощь. Спасённый дворянин, это дон Карлос, брат Эльвиры. Дон Алонзо требует немедленно смерти для изменника, но дон Карлос, в благодарность за спасение, отсрочивает дуэль. Продолжая путь, Дон Жуан и Сганарель приходят к гробнице командора, убитого Дон Жуаном. Дон Жуан, смеясь, приглашает статую командора на ужин. Статуя кивает.

### Акт четвёртый
В дом к Дон Жуану приходит его кредитор, Диманш. Дон Жуан ловко отделывается от него. Дон Луис, отец Дон Жуана, убеждает сына исправиться, но Дон Жуана не трогают слова старика. Эльвира уже не молит вернуться к ней, но хотя бы раскаяться и обратиться к Богу. Дон Жуан предлагает остаться с ним на ночь. Появляется статуя командора и приглашает Дон Жуана к себе на ответный ужин.

### Акт пятый
Дон Жуан объявляет отцу о своём раскаянии, но в действительности в его словах лишь лицемерие. Он проповедует, что

лицемерие — модный порок, а все модные пороки идут за добродетель. По нынешнему времени роль добродетельного человека — из всех ролей самая благодарная и ремесло лицемера — из всех ремёсел самое выгодное <…> лицемерие — порок привилегированный; оно всем зажимает рот и наслаждается безнаказанностью…

Дон Карлос требует ответа за оскорбление, нанесённые Эльвире. Дон Жуан лицемерно оправдывает всё повелением Неба.
Дон Жуану является призрак в виде женщины под покрывалом и в виде Времени с косой в руке. Призрак предупреждает, что если Дон Жуан не раскается, его ждёт гибель. Дон Жуан со шпагой бросается на призрака. Появляется статуя командора. Молния, сопровождаемая сильным ударом грома, поражает Дон Жуана. Земля разверзается и поглощает его; из места провала вырывается большое пламя. Оставшийся один Сганарель признаётся, что ему

несчастному, после стольких лет службы ничего не перепало, кроме одного утешения: собственными глазами увидеть, какая кара постигла моего господина за безбожие!..

## Театральные постановки

### Первая постановка
Первое представление прошло 15 февраля 1665 г. в театре Пале-Рояль с участием Лагранжа (в роли Дон Жуана), Мольера (Сганарель), госпожи Дюпарк (Эльвира), Луи Бежара (Дон Луис), Дю-Круази (Дон Алонзо и Пьеро), госпожи Дебри (Матюрина), госпожи Мольер (Шарлота), Дебри (Ларамэ) и др.

### Известные[кому?]постановки
- 1795 — первая постановка в России на французском языке: «Деревянный театр» (бывший Театр Карла Книпера, ставший одним из императорских театров)
- 1816 — Александринский театр; Дон Жуан — Сосницкий, Эльвира — Валберхова.
- 1876 — Малый театр, Москва — первая в России постановка без сокращений и переделок, в бенефис актёра Берга (в роли Сганареля); в последующих постановках во втором составе его заменял Правдин, Дон Жуан — Ленский, Эльвира — Ермолова, Шарлотта — Самойлова, Матюрина — Музиль-Бороздина, Пьеро — Музиль).
- Александринский театр (1880, в бенефис Петипа и он же Дон Жуан, Сганарель — Варламов, Эльвира — Дюжикова, дон Луис —Леонидов, Пьеро — Арди, Диманш — Зубов),
- Михайловский театр, франц. труппа, Петербург (1881),
- театр Горевой, Москва (1890; Дон Жуан — Петипа, Сганарель — Градов-Соколов, Сашин),
- 1902 — театр Корша, Москва
- 1910 — Александринский театр, Санкт-Петербург — спектакль в постановке В. Мейерхольда в декорациях А. Головина с участием Ю. Юрьева (Дон Жуан) и К. Варламова (Сганарель); в спектакле звучала музыка Ж. Ф. Рамо.
- 1914 — Сергиевский нар. дом, Москва.

Из постановок в России на провинциальной сцене наиболее известны: Новый театр, Харьков (1877); театр «Соловцов», Киев (1912; реж. и Дон Жуан — Н. М. Радин).
- Ленингр. академич. театр Госдрамы (б. Александринский, 1922 и 1932; реж. Мейерхольд и Соловьёв; Дон Жуан — Ю. Юрьев, Сганарель — Горин-Горяинов, Шарлотта — Тиме, Матюрина — Карякина).
- 1-й Гос. сов. театр, Омск (1921),
- Гор. театр, Самара (1924), театр им. Азизбекова (реж. Туганов, 1926),
- 1941 — Театр им. Баумана, Москва (; реж. Краснянский и Лукьянов, худ. Варпех; Дон Жуан — К. И. Македонский, Сганарель — Черкасов.
- 1947 — театр Атеней, Париж — спектакль с участием Луи Жуве в роли Дон Жуана.
- 1950 — Ленинградский театр Комедии (реж. Н. Рашевская, худ. М. Бобышов; Дон Жуан — Б. Смирнов, Сганарель — Владимир Усков).
- 1953 — Национальный театр Парижа — постановка Жана Вилара, сыгравшего также заглавную роль; в роли Сганареля — Д. Сорано, в роли Эльвиры — М. Шометт; спектакль был показан в Москве и Ленинграде во время гастролей театра в СССР в 1956 году.
- 2004 — театр имени Комиссаржевской, Санкт-Петербург — реж. А. Морфов, с участием А. Баргмана (Дон Жуан), В. Богданова (Сганарель), Е. Игумновой (Эльвира) и др.
- 2007 — театр Мариньи — Робер Оссейн — реж. Филипп Торретон (он же сыграл заглавную роль), с участием Жана Поля Фарре (Сганарель).